# Gulella claustralis
Gulella claustralis es una especie de molusco gasterópodo de la familia Streptaxidae en el orden de los Stylommatophora.

## Distribución geográfica
Es endémica de  Sudáfrica.
Su hábitat natural son: Bosques húmedos tropicales o subtropicales, de baja altitud.

## Estado de conservación
Se encuentra amenazada de extinción por la pérdida de su hábitat natural.